# أنديسيوبيك
أنديسيوبيك (بالإنجليزية: Andiciopec) في ميثولوجيا هنود أمريكا الشمالية، هو بطل أسطوري محارب خفي لا تصيبه الطلقات، ويعرف باسم «الرقص أربع مرات» يقابل إله الرعد فيقدم له الريح والبرد إلى أن ينقلب البَرَدُ إلى طلقاتٍ. وهكذا يفعل هو في المعركة عندما يقف في وجه المهاجم.

## معرض صور

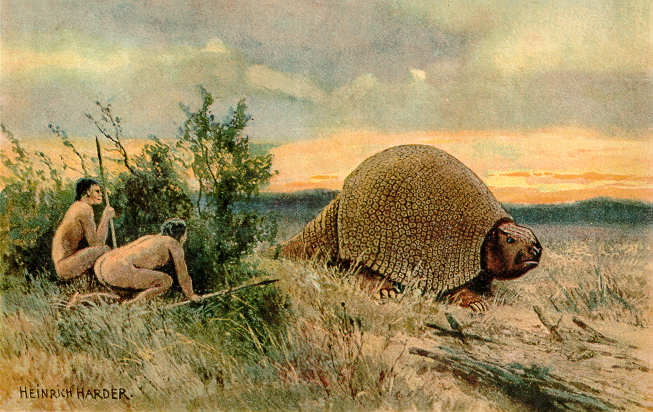
رسم توضيحي للسكان الأصليين وهم يصطادون غليبتودون.
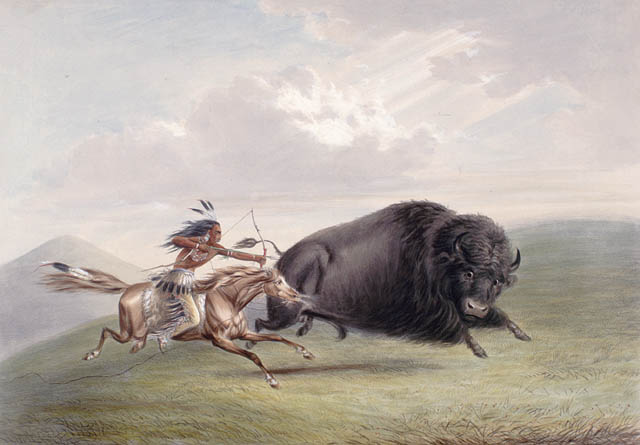
مطاردة البيسون يصورها جورج كاتلين.
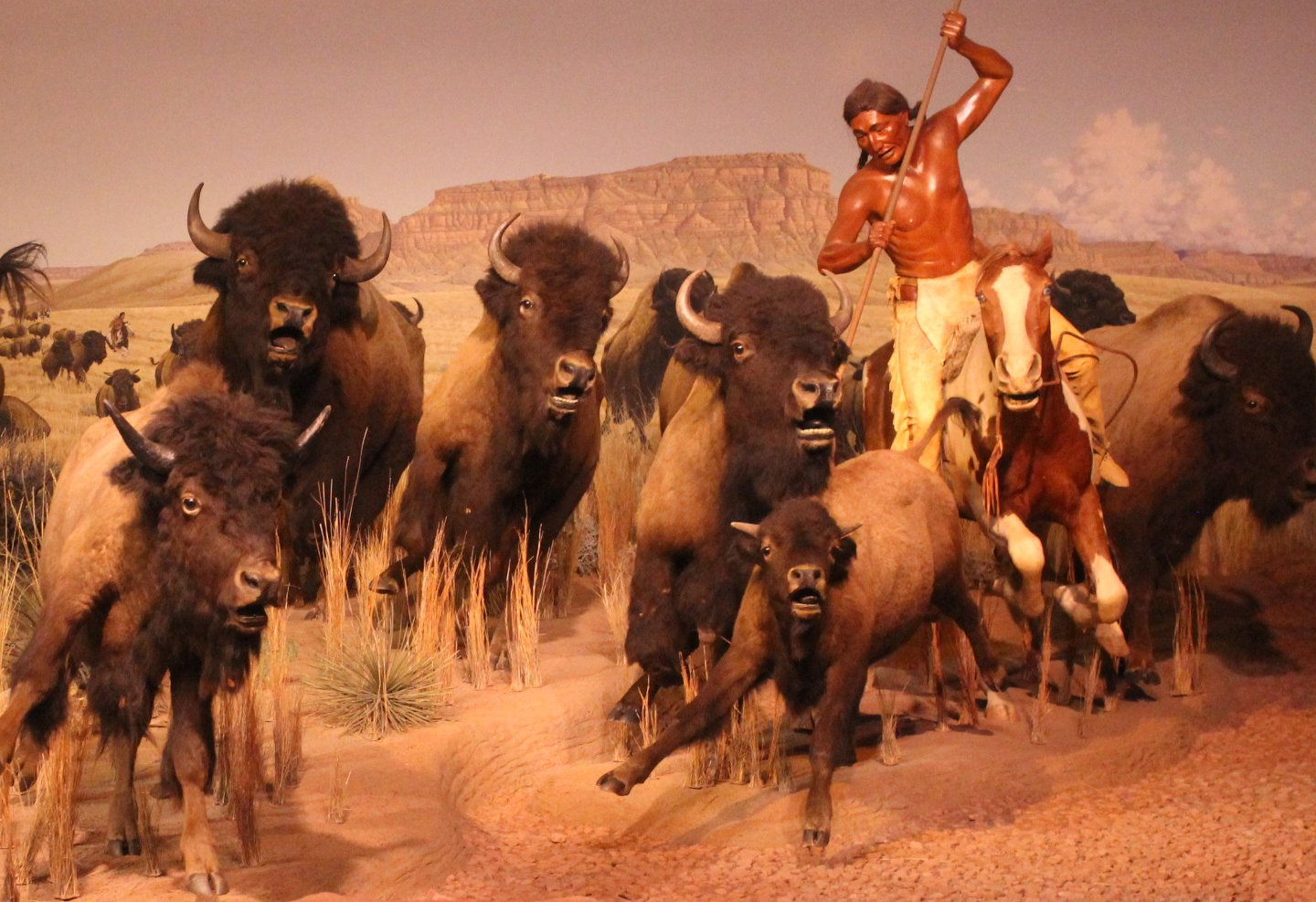
مطاردة حيوان البيسون من قبل أحد السكان الأصليين.
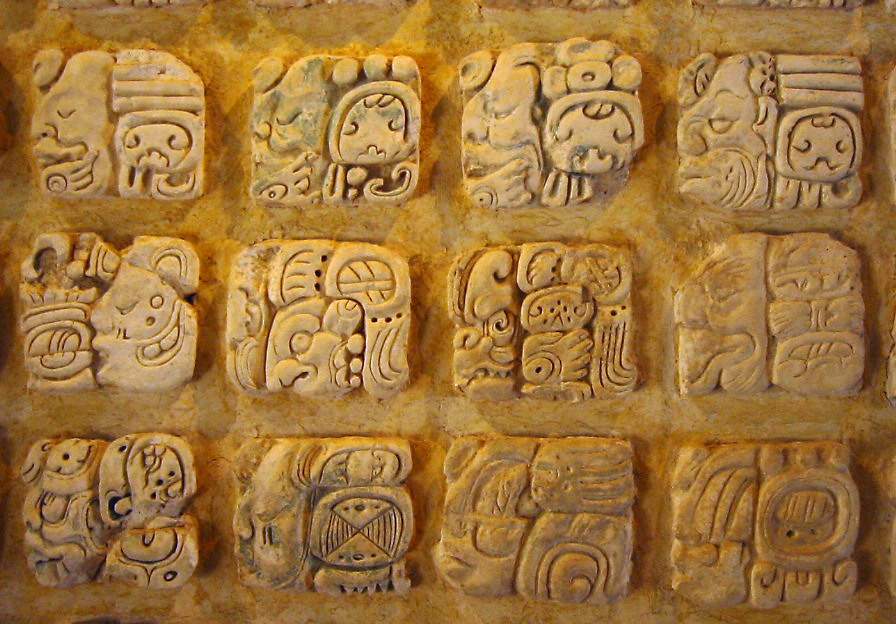
صورعلى الجص من المايا في متحف Sitio في بالينكو، المكسيك.
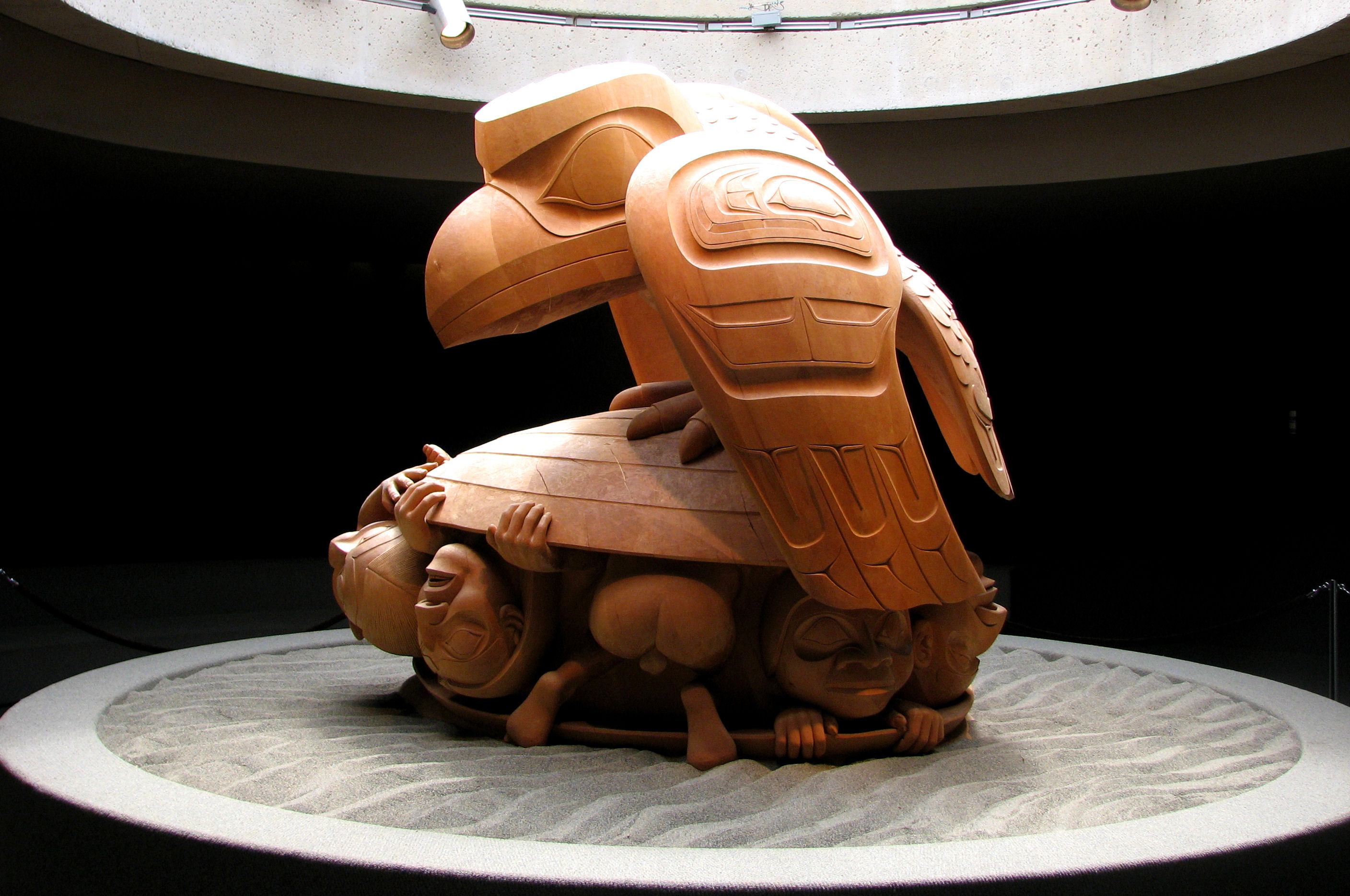
الغراب والرجل الأول. يمثل الغراب شخصية المحتال المشترك في العديد من الأساطير.